# Franz Dieckmann
Franz Wilhelm Bernhard Dieckmann (* 17. Juli 1875 in Gladbeck; † 11. Februar 1944 in Kirchhain) war ein deutscher Jurist und Politiker (Zentrumspartei).

## Ausbildung
Franz Dieckmann stammte von dem uralten Hof Ringeldorf in der südlich des Dorfes Gladbeck gelegenen Bauerschaft Butendorf. Seine Eltern waren der Landwirt Heinrich Dieckmann und dessen Ehefrau Maria Katharina Frochtwinkel gen. Brahm. Ein älterer Bruder, Heinrich, war Lokalpolitiker und später Vorsitzender des Westfälischen Bauernvereins. Franz legte 1895 am Gymnasium Laurentianum in Warendorf das Abitur ab und absolvierte anschließend das Studium der Rechtswissenschaft in Tübingen, Leipzig, Innsbruck und Göttingen. In Tübingen trat er der katholischen Studentenverbindung AV Guestfalia Tübingen und in Göttingen der AV Palatia Göttingen, beide im CV bei.

## Wirken
Am 18. Juni 1898 trat Dieckmann eine erste Stelle als Gerichtsreferendar am Oberlandesgericht Hamm an, die er bereits am 1. Oktober zum Dienst als Einjährig-Freiwilliger unterbrach, wo er zuletzt den Rang eines Rittmeister der Reserve bekleidete. Am 21. Juli 1904 wurde er zum Gerichtsassessor, anschließend zum Hilfsrichter am Amtsgericht Hattingen und Landgericht Münster bestellt.
Im Juli 1905 wechselte Dieckmann erstmals in die Politik, als er eine Stelle als Beigeordneter der Stadt Bocholt annahm. Im Juni 1906 wurde er erneut zum Hilfsrichter berufen, diesmal in Bocholt, Beckum, Bottrop und Recklinghausen. Zum 6. September 1907 fand er dann eine Anstellung als Stadtsyndikus und besoldetes Mitglied des Magistrats in Münster. Seine Wahl zum Zweiten Beigeordneten erfolgte im März 1908, zum Ersten Beigeordneten und damit zum Bürgermeister im Dezember 1910. Am 3. März 1916 schließlich wurde Dieckmann zum Oberbürgermeister von Münster gewählt; seine Amtseinführung erfolgte am 13. April. Verbunden damit war seine Mitgliedschaft im Preußischen Herrenhaus, zudem war er von 1917 bis 1919 für den Wahlkreis Münster-Stadt Mitglied des Westfälischen Provinziallandtages. In seiner kurzen Amtszeit oblag ihm die schwere Aufgabe, die Versorgung der Bevölkerung mit Lebensmitteln zu organisieren und nach dem Ende des Krieges die Verwaltung auf die neuen Verhältnisse umzustellen. Dabei scheute er sich nicht, selbst auf die Nachbardörfer zu gehen und.den Bauern und Landwirten die Not der Städter zu schildern. Auf diese Weise konnte er Massenspeisungen für die Bevölkerung einrichten.
Am 20. November 1919 wurde Dieckmann zum Landeshauptmann der Provinz Westfalen gewählt und am 20. Januar 1920 in sein neues Amt eingeführt. Als solcher war er von 1921 bis 1933 Mitglied des Preußischen Staatsrates. Zusätzlich wurde er am 1. Dezember 1925 noch zum Mitglied und Vorstandsvorsitzenden der Landesversicherungsanstalt Westfalen ernannt.
Nach der Machtübernahme der Nationalsozialisten wurde Dieckmann als politisch missliebige Person am 23. April 1933 zunächst beurlaubt und gemäß dem Gesetz zur Wiederherstellung des Berufsbeamtentums zum 1. Januar 1934 in den Ruhestand versetzt. Ein Dienststraf- und Strafverfahren gegen ihn wurde Ende 1933 eingestellt. Um weiteren Anfeindungen zu entgehen, verließ Dieckmann Anfang 1934 die Stadt seines langjährigen Wirkens. Er starb in der Evakuierung nach Kirchhain in der Niederlausitz; sein Grab befindet sich auf dem Alten Teil des Zentralfriedhofs Münster.

## Ehrungen
- Dr. med. h. c. der Universität Münster (1925)
- In Münster erinnert eine Straße an Franz Dieckmann.

## Schriften
- Gegenwartsfragen der Wohlfahrtspflege, Aschendorff’sche Verlagsbuchhandlung, Münster 1925.
- Neuzeitliche Krüppelfürsorge, Aschendorff’sche Verlagsbuchhandlung, Münster 1926.